# Mouvement écologiste indépendant

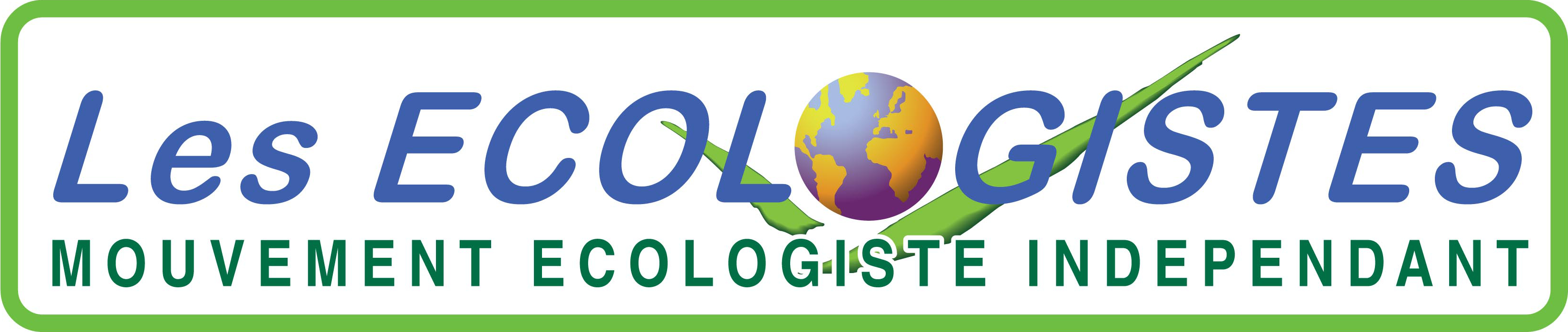
Oficiální logo strany "Les Ecologistes - Mouvement Ecologiste Indépendant"

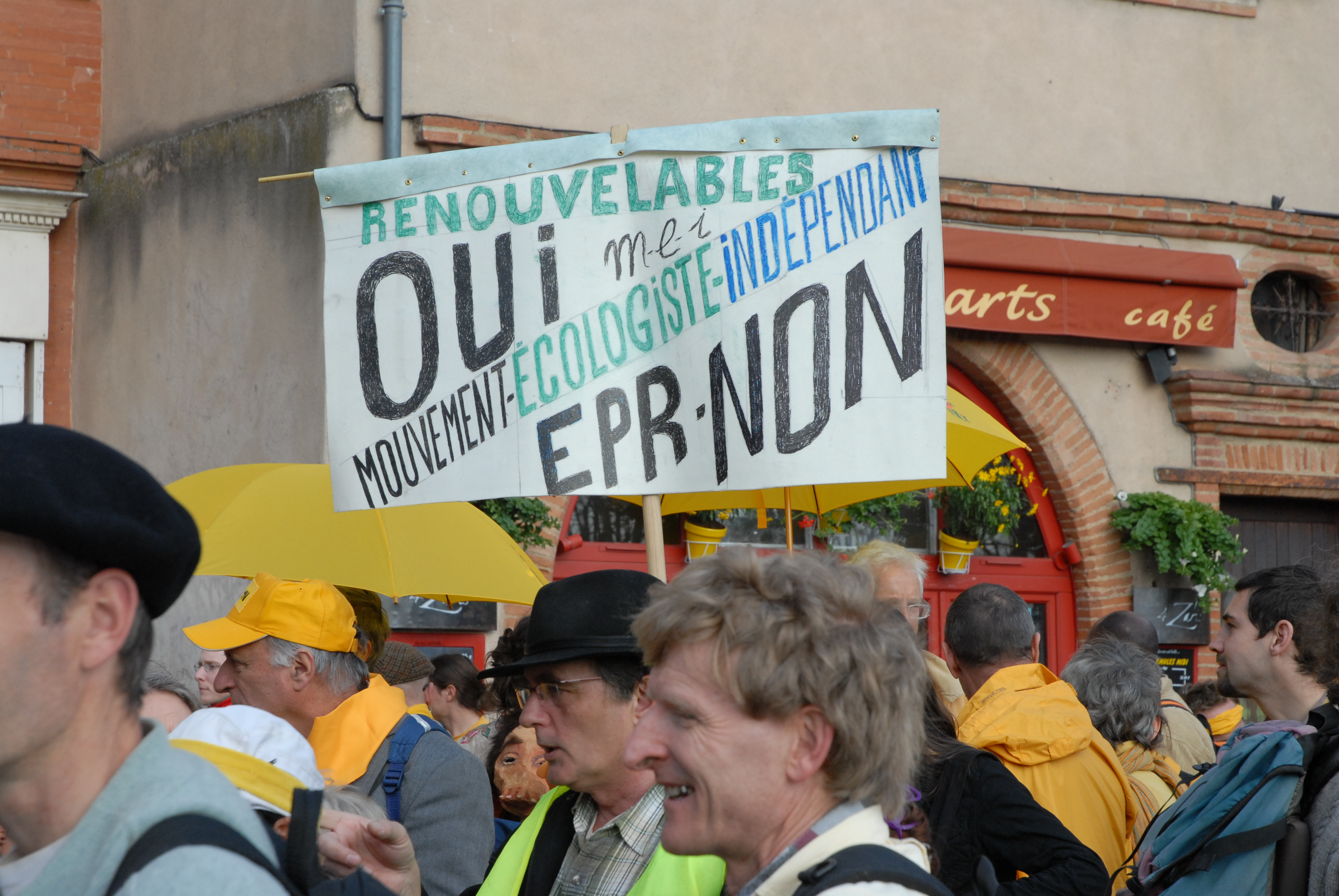
Aktivisté MEI na manifestaci (2007)

Mouvement écologiste indépendant (MEI, česky Nezávislé ekologické hnutí) je francouzská environmentalistická politická strana. MEI založil v roce 1994 bývalý čelný představitel Zelených (Les Verts) Antoine Waechter, který nesouhlasil s příklonem strany k Socialistické straně. 
Nezávislé ekologické hnutí odmítá dělení politického spektra na levici a pravici, staví se jak proti kapitalismu a individualismu, tak proti socialismu a kolektivismu. Oba póly totiž podle něj nerespektují šetrný příštup k přírodě a soustředí se pouze na produktivismus.
MEI zůstává na celostátní úrovni bez parlamentního zastoupení, volební úspěchy zaznamenává na lokální úrovni spíše v menších obcích. Ačkoliv strana získává podle odhadů až třetinu ekologických hlasů, na politické scéně zůstává marginálním subjektem.
Pro volby do Evropského parlamentu 2009 se spojilo s dalšími stranami obdobné orientace do Nezávislé ekologické aliance (AEI), která získala přes 3,5 % hlasů.